# امامزاده سید محمد (بغداد)
ابا جعفر محمد بن علی الهادی مشهور به سید محمد (۲۲۸–۲۵۲ قمری) فرزند بزرگ علی نقی، امام دهم شیعیان است. مقبرهٔ او در ۵۰ کیلومتری جنوب سامراء، شمال بغداد و نزدیک قریه‌ای به نام بلد واقع شده‌است. او در حدود سال ۲۲۸ق در مدینه در روستای صریا متولد شد. مرقد او در شهر بلد در جاده اصلی کاظمین ـ سامرا و در فاصله ۴۵ کیلومتری شهر سامرا قرار دارد. این امامزاده مورد احترام فراوان شیعیان مخصوصاً شیعیان عراق بوده و آنان نسبت به وی اعتقاد و علاقه فراوان دارند و بیشتر کسانی که به زیارت امامان شیعه سامرا می‌روند، او را نیز زیارت می‌کنند.

## القاب و کنیه
مشهورترین لقب سید محمد «سَبْعُ الدجیل» است. از دیگر القاب ویی: سَبْعُ الدّجیل (به معنی شیر دجیل)، اسَد الدجیل، سَبع الجزیره، باب‌الحوائج، حامی الجار (به معنی پشتیبان همسایگان) و أخوالعباس می‌باشد. کنیه‌های وی شامل: ابوجعفر، ابوجاسم، ابوبرهان، ابواشارات، ابوعلی و ابواحمد است.

## آثار دربارهٔ وی
از جمله کتاب‌هایی علمای شیعه پیرامون وی نوشته‌اند، شامل:
- «ابوجعفر محمد بن علی الهادی سبع الدجیل» به قلم علامه ادیب محمدعلی اردوبادی؛
- «ذکری ابی جعفر محمد بن الامام الهادی» از شیخ علی، فرزند شیخ حسن خاقانی؛
- «زیارة السید محمد بن الامام علی الهادی» از احمد عبدالله عدّی قطیفی؛
- «کرامات السید ابی جعفر» به قلم شیخ جابر آل عبدالغفار کشمیری؛
- «رسالة فی کرامات السید محمد بن الامام علی الهادی» تألیف شیخ هاشم بلداوی؛
- «سبع الدجیل السید محمد نجل الامام الهادی (ع)» از صدیق ابوبکر دعیبل؛
- «سبع الدجیل» از سید موسی موسوی هندی؛
- «السید محمد سلیل الهادی» از ایاد عیدان بلداوی؛
- «کرامات السید محمد بن الامام الهادی المعروف بسبع الدجیل» از مثیر سعید ملامحسن الگیم
- «سبع الدجیل، السید محمد بن الامام الهادی عمّ الامام المهدی» از سیدحسین العوامی؛
- «السید محمد بن الامام علی الهادی وقفة علی اعتاب سبع الدجیل» از سیدمرتضی حسنی سندی؛
- «الفضائل الفاخرة النافعة لیوم الآخرة فی کرامات السید محمدبن علی الهادی (ع)» از سید قاسم حسینی بلدی قاری.[۳]